# Colegio profesional
Un colegio profesional o colegio oficial es una asociación de carácter profesional o gremial integrada por quienes ejercen una profesión liberal y que suelen estar reconocidos o controlados por el Estado (corporación de derecho público) y las normativas nacionales o estatales. Sus miembros asociados son conocidos como colegiados. Los que se dedican a actividades manuales o artesanales forman organizaciones similares, conocidas como gremios.

## Objetivos y características
Los objetivos de los colegios profesionales suelen ser:
- ordenación del ejercicio de las profesiones, procurando el prestigio y perfeccionamiento;
- representación de los practicantes o colegiados y defensa de sus derechos;
- defensa de los intereses profesionales de los colegiados; y,
- velar por una práctica profesional ética, de sus miembros.

Estos estatutos, redactados en la mayoría de los colegios profesionales, aluden al desarrollo de la actividad correspondiente a cada profesión, donde se marcan pautas de actuación consideradas de manera unánime como éticas y que contribuyen al bien social de la profesión.

## Los colegio profesionales en el mundo

### Latinoamérica
Anteriormente en Latinoamérica la colegiatura profesional estaba fuertemente posicionada en la sociedad, cada país es un caso diferentes:
- En Colombia la constitución de 1991 en su artículo 26 expresa «Las profesiones legalmente reconocidas pueden organizarse en colegios. La estructura interna y el funcionamiento de éstos deberán ser democráticos. La ley podrá asignarles funciones públicas y establecer los debidos controles».[cita requerida]

- En la República Dominicana, se ha implementado una nueva forma de organizar las profesiones para garantizar que los cargos directivos sean ocupados por personas con base en su competencia,no por afinidades políticas. Esto busca promover la ética y la transparencia en el ejercicio profesional. Antes, los colegios profesionales no ofrecían la debida protección a la sociedad ni a los servicios que los profesionales brindaban, lo que ponía en riesgo a sectores de la población y a los clientes. Además, la dirección de estas instituciones solía estar ocupada por cargos políticos, lo que no resolvía los problemas relacionados con la profesionalidad o con las necesidades de la sociedad.

Por esta razón, se ha creado un sistema de consejos interprofesionales en cada país, como el Consejo Interprofesional Dominicano (CID) en República Dominicana. Este consejo fue establecido en 2012 y ratificado en 2013, formando parte de la Organización Mundial de Consejos Interprofesionales (OMCI). Su constitución está respaldada por la Resolución Res.113(I) 2013 de la Asociación de Ingeniería y Consultoría Dominicana (Asicdom), y se espera que otros países sigan su ejemplo firmando su adhesión.[cita requerida]

### Europa
En Europa, su implantación es preferencialmente en los países mediterráneos. Donde más fuerza tienen es en Francia, España, Italia y Portugal. Instituciones de la misma naturaleza existen en el Reino Unido y los países anglosajones, creadas por Decreto o Carta Real (royal charter) para organizar el ejercicio de las profesiones.

#### Reino Unido
Una Royal Charter en el Reino Unido es una concesión formal emitida por un monarca en virtud de la prerrogativa real como cartas patentes. Históricamente, se han utilizado para promulgar leyes públicas, siendo el ejemplo más famoso la Carta Magna inglesa (gran carta) de 1215, pero desde el siglo XIV solo se han utilizado en lugar de actos privados para otorgar un derecho o poder a un individuo o una entidad corporativa. Se utilizaron, y todavía se utilizan, para establecer organizaciones importantes como distritos (con cartas municipales), universidades y sociedades científicas.
Los gremios se encuentran entre las primeras organizaciones registradas como receptoras de Royal Charters (cartas reales). La lista del Consejo Privado menciona a la Saddlers Company en 1272 como la más antigua, seguida por la Merchant Taylors Company en 1326 y la Skinners Company en 1327. La primera carta de la Saddlers Company les dio autoridad sobre el comercio de talabarteros; no fue hasta 1395 que recibieron una carta de incorporación. Los Merchant Taylors fueron incorporados de manera similar por una carta posterior en 1408.
A principios del siglo XIX se formaron en Gran Bretaña nuevos organismos profesionales que representaban las nuevas profesiones que surgieron tras la revolución industrial y el auge del capitalismo de "laissez-faire". Estos nuevos organismos buscaban el reconocimiento obteniendo cartas reales, redactando sus constituciones y definiendo la profesión en cuestión, a menudo basándose en la actividad ocupacional o en una especialización particular. A sus diversos objetivos corporativos, estos organismos añadieron el concepto de trabajar en interés público, que no se encontraba en los organismos profesionales anteriores. Esto estableció un modelo para los organismos profesionales británicos, y el "interés público" se ha convertido en una prueba clave para un organismo que busca una carta real.

#### Alemania
En Alemania esta función la realizan las Cámaras, como, por ejemplo la Ingenieurkammer, Cámara de ingenieros o la Notarkammer, Cámara de Notarios. 
Una Ingenieurkammer es una asociación profesional de ingenieros, que generalmente está organizada bajo la forma jurídica de una corporación de derecho público. Las cámaras de ingeniería representan de forma integral los intereses de los ingenieros, normalmente también realizan tareas autoadministrativas y ofrecen servicios a sus miembros y al público en general. El requisito de admisión suele ser el derecho a utilizar el título de ingeniero. El área de responsabilidad varía desde cámaras de ingeniería general para todas las disciplinas hasta cámaras especializadas para ingenieros civiles; también existen cámaras mixtas para ingenieros y arquitectos. 
Una Notarkammer es una corporación o asociación en la que se organizan los notarios y/o que representa sus intereses. Es una cámara profesional. En la República Federal de Alemania, los colegios notariales están organizados como corporaciones de derecho público, a las que pertenecen por ley los notarios que residen en el ámbito del colegio notarial. En Alemania hay un total de 21 colegios de notarios, cada uno de los cuales es responsable de un ámbito específico, normalmente un estado federal o lander. A nivel nacional, hay aproximadamente 7.150 notarios organizados en cámaras notariales. Todas las cámaras notariales regionales son a su vez miembros de la Cámara Notarial Federal, que es también una corporación de derecho público.
En algunas de las profesiones reguladas a través de las Kammer existe la obligación legal de alcanzar el grado de Meister (Maestro) para regentar una instalación o empresa del ramo.

#### España
La Constitución española ampara la creación de colegios profesionales en dos de sus artículos. El artículo 36 dice:

La ley regulará las peculiaridades propias del régimen jurídico de los Colegios Profesionales y el ejercicio de las profesiones tituladas. La estructura interna y el funcionamiento de los Colegios, deberán ser democráticos.

Por otra parte, el artículo 26 establece que:

Se prohíben los Tribunales de Honor en el ámbito de la Administración civil y de las organizaciones profesionales.

La Ley de Colegios Profesionales en su artículo primero reconoce a los Colegios como «Corporaciones de Derecho Público, con personalidad jurídica propia y plena capacidad para el cumplimiento de sus fines». Los fines esenciales de estos Colegios, según la citada Ley son «la ordenación del ejercicio de las profesiones, la representación exclusiva de las mismas y la defensa de los intereses profesionales de los colegiados».
En cuanto a las funciones que la ley les encomienda a los Colegios resulta especialmente destacable la prevista en el apartado i) del artículo quinto, donde se dice textualmente que corresponde a los Colegios «ordenar en el ámbito de su competencia la actividad profesional de los colegiados, velando por la ética y dignidad profesional y por el respeto debido a los derechos de los particulares y ejercer la facultad disciplinaria en el orden profesional y colegial».
Por tanto, los colegios profesionales en España desempeñan un triple papel:
- Fijan una serie de criterios que regulan el ejercicio de la profesión contribuyendo, de este modo, a garantizar una mayor eficacia y operatividad. En la actualidad, esta función está siendo asumida por otras instituciones y organismos en detrimento de los colegios profesionales.

- Elaboran los códigos de deontología profesional que se imponen a los colegiados. Estas orientaciones éticas no contravienen la moral del profesional, que puede llevar a cabo actuaciones que sin contradecir al código, sean de distinto signo.

- Posibilidad de sancionar a los colegiados que incumplan los dictados de los códigos deontológicos. Este aspecto confiere a la deontología ciertas similitudes respecto al Derecho, aunque la capacidad sancionadora sea ejercida por autoridades profesionales y no por jueces.

###### Las profesiones colegiadas en cifras
Se estima que en España hay cerca de millón y medio de profesionales colegiados. Representan algo más del 6% del empleo directo y un 8,8% del empleo indirecto. Su impacto en el PIB es del 8,8% y aportan un valor añadido bruto (VAB) del 10%.
Deberes profesionales: Velar y defender el prestigio de la profesión y ejercerla de acuerdo con lo prescrito en el código de ética

##### Visado de trabajos profesionales
Los Colegios de profesiones técnicas (fundamentalmente ingeniería y arquitectura) visan los trabajos profesionales de sus colegiados. El visado es un acto de control técnico de determinados trabajos que habitualmente está delegado por la Administración mediante una normativa.
El objeto del visado es comprobar, al menos:
- La identidad y habilitación profesional del autor del trabajo
- La corrección e integridad formal de la documentación del trabajo profesional acuerdo con la normativa aplicable al trabajo del que se trate.

La tendencia actual es que el visado también debe garantizar además de lo anterior, que se cumplen unos determinados requisitos técnicos y por lo tanto constituye un mecanismo de control de calidad de los trabajos profesionales.
Fundamentalmente y de acuerdo con la ley 25/2009 el visado es una protección para la sociedad y los consumidores en cuanto a la responsabilidad civil derivada de una mala práctica profesional "En caso de daños derivados de un trabajo profesional que haya visado el Colegio, en el que resulte responsable el autor del mismo, el Colegio responderá subsidiariamente de los daños que tengan su origen en defectos que hubieran debido ser puestos de manifiesto por el Colegio al visar el trabajo profesional, y que guarden relación directa con los elementos que se han visado en ese trabajo".

## Críticas a los colegios profesionales
Desde los propios profesionales se critica a los colegios por ser en ocasiones instituciones caras y de pertenencia obligatoria para quien quiera ejercer determinadas profesiones. Los colegios responden diciendo que la pertenencia a un colegio profesional permite un control y seguimiento que de otra forma no podría darse, pero sus adversarios afirman que la mayoría de las profesiones carecen de colegiación obligatoria, siendo su labor supervisada por el estado de forma mucho menos gravosa para estas. O incluso existen profesiones que no tienen colegio profesional, o ni siquiera pueden tenerlo, y su labor está regulada en los aspectos que se crea necesario por parte del estado. Además, defienden sus detractores, crea privilegios para algunas profesiones (incluso cuando no están reguladas, pero pueden tener colegios) de enseñanza superior, universitaria, frente a otras profesiones también de enseñanza superior, la formación profesional de grado superior, que mediante el título concedido declara a su poseedor como técnico superior en la profesión para la que se concede.
Por otra parte, muchos[cita requerida] califican las cuotas como una barrera de entrada para que nuevos titulados se incorporen al ejercicio profesional. Aunque hay colegios que establecen cuotas reducidas para los recién graduados, en otros se exige al que entra que pague más de mil euros antes de haber tenido ningún ingreso.[cita requerida] Además, algunos colegios, como el de farmacéuticos, han sido acusados de defender los intereses de los propietarios de las farmacias, por encima de los de los farmacéuticos no propietarios.[cita requerida]
El visado también ha sido y es objeto de crítica. Sus defensores afirman que es un acto de control delegado de la Administración que previene el intrusismo y que refuerza la calidad de los trabajos de los arquitectos e ingenieros. Pero sus oponentes[cita requerida] sostienen que la propia universidad ya se encarga de certificar que el profesional está capacitado, mientras que el estado es el que controla que se cumplen los trámites legales. De esta forma, el visado se convertiría en un trámite innecesario, que sólo serviría para financiar a estos colegios. En este sentido, aseguran que el hecho de que un grupo de particulares impongan normas y cuotas a determinadas profesiones recuerda a los gremios medievales, que utilizaban los mismos argumentos para defender su existencia, que los que emplean hoy los colegios profesionales.
Desde la derogación por la Ley Ómmnibus de 2012 del visado obligatorio en las ingenierÍas y arquitectura, se ha producido un aumento exponencial de las falsificaciones en proyectos, actuaciones de profesionales inhabilitados y de personas que se hacen pasar por profesionales titulados careciendo de dichos títulos, la administración al no realizar un control efectivo especialmente en el ámbito privado y fiarlo todo a la declaración responsable deja en manos de estas personas irresponsables, que solo son detectadas cuando vienen los problemas.[cita requerida]
Aspectos relativos a la fijación de honorarios o la publicidad suelen ser también recurrentes en las críticas a los colegios profesionales. No obstante, hay que decir que desde el año 1997 los honorarios profesionales son orientativos. El profesional es libre a la hora de establecer sus honorarios. El profesional que haga mención al concepto de honorario mínimo de su colegio profesional está estafando. Los baremos de honorarios orientativos sirven de guía para el usuario (que quiere contratar un servicio profesional y carece de información sobre costes estimados) o para los tribunales de justicia (peritaje). A través de esos honorarios orientativos el colegio profesional consigue, además, evitar abusos.